# Cléopâtre, une reine pour César
Pour plus de détails, voir Fiche technique et Distribution.
Cléopâtre une reine pour César (titre original : Una regina per Cesare) est un film italo-français de Piero Pierotti et Viktor Tourjanski sorti en 1962.

## Synopsis
Cléopâtre VII et Ptolémée XIII montent sur le trône de leur père et se combattent pour régner seul. Ptolémée réussit à emprisonner sa sœur mais le chef des gardes, Achillas, réussit à la sauver et à la conduire au camp de Pompée (note : erreur historique). Cléopâtre reconquiert son trône avec l'aide de Jules César...

## Fiche technique
- Titre original : Una regina per Cesare
- Titre français : Cléopâtre une reine pour César
- Réalisation : Piero Pierotti et Viktor Tourjanski
- Scénario : Fulvio Gicca et Arrigo Montanari
- Adaptation française : Pierre Cholot  et Bruno Guillaume
- Directeur de la photographie : Angelo Lotti
- Montage : Luciano Cavalieri
- Musique : Michel Michelet
- Architecte :Arrigo Equini
- Producteurs : Alberto Chimenz et Vico Pavoni
- Maitre d’armes : Benito Stefanelli
- Distribution en France : Comptoir Français Du Film
- Genre : Péplum
- Pays de production :  Italie,  France
- Durée : 91 minutes
- Date de sortie :
  - Italie : 22 décembre 1962
  - France : 25 septembre 1963

## Distribution
- Gordon Scott (VF : Jacques Dacqmine) : Jules César
- Pascale Petit (VF : Elle-même) : Cléopâtre
- Rik Battaglia (VF : Bernard Noël) : Lucius Septimus
- Giorgio Ardisson (VF : Jean Claudio) : Achillas
- Ennio Balbo (VF : Jean Martinelli) : Théodotes le ministre
- Akim Tamiroff (VF : Serge Nadaud) : Pompée
- Franco Volpi : Apollodore
- Corrado Pani (VF : Claude Mercutio) : Ptolemée frère de Cléopâtre
- Aurora de alba (VF : Jany Clair) : Rabis servante de Cléopâtre
- Nerio Bernardi : Scatulus
- Nando Angelini (VF :Jacques Deschamps) : Un officier de Pompée
- Maria Teresa Gentilini : Une esclave
- Barbara Nardi : Une esclave
- Nino Marchetti : Le masseur de Pompée
- Piero Palermini : Latinus, Officier de Pompée
- Benito Stefanelli : Commerçant 2
- Giovanni  Cianfriglia : Commerçant	1